# Sergentomyia hamidi
Sergentomyia hamidi är en tvåvingeart som beskrevs av Lewis och Jeffery 1978. Sergentomyia hamidi ingår i släktet Sergentomyia och familjen fjärilsmyggor. Inga underarter finns listade i Catalogue of Life.